# 鼠、江戸を疾る
『鼠、江戸を疾る』（ねずみ、えどをはしる）は、赤川次郎による日本の時代ミステリー小説シリーズ。著者にとって初となる時代小説である。『小説野性時代』（角川書店）にて2003年12月号から不定期掲載されている。本項ではシリーズ全体についても述べる。
江戸時代に実在した窃盗犯・鼠小僧に、赤川が新解釈を加えた痛快娯楽作品。裏では江戸で噂の盗賊「鼠小僧」という顔を持つ、甘酒屋と呼ばれる遊び人・次郎吉が、妹の小袖と江戸の数々の難解な事件を解決すべく奮闘する姿を描く。
2014年にNHK総合でテレビドラマ化され、2016年には、続編が放送された。

## シリーズ一覧
| # | タイトル         | 書誌情報                                                                                                  | 収録作品（初出） |
| - | ---------------- | --- | --- |
| 1 | 鼠、江戸を疾る   | 2004年12月22日発売、角川書店、ISBN 4-04-873582-9 2009年12月25日発売、角川文庫、ISBN 978-4-04-387015-8     | 初出は全て『野性時代』 - 鼠、起つ（2003年12月号） - 鼠、泳ぐ（2004年1月号・2月号） - 鼠、化ける（2004年3月号・4月号） - 鼠、討つ（2004年5月号・6月号） - 鼠、騒ぐ（2004年7月号・8月号） - 鼠、落ちる（2004年9月号・10月号） |
| 2 | 鼠、闇に跳ぶ     | 2010年3月26日発売、角川書店、ISBN 978-4-04-874045-6 2012年6月22日発売、角川文庫、ISBN 978-4-04-100242-1   | 初出は全て『野性時代』 - 鼠、八幡祭に断つ（2009年2月号・3月号） - 鼠、成敗し損なう（2009年4月号・5月号） - 鼠、美女に会う（2009年6月号・7月号） - 鼠、猫に追われる（2009年8月号・9月号） - 鼠、夜にさまよう（2009年10月号・11月号） - 鼠、とちる（2009年12月号） - 鼠、傘をさす（2010年2月号・3月号）                                                                        |
| 3 | 鼠、影を断つ     | 2011年3月25日発売、角川書店、ISBN 978-4-04-874184-2 2012年8月25日発売、角川文庫、ISBN 978-4-04-100336-7   | 初出は『野性時代』および『Web野性時代』 - 鼠、火の粉をかぶる（2010年5月号・6月号） - 鼠、くじを引く（2010年7月号・8月号） - 鼠、面子をかける（『Web野性時代』配信） - 鼠、つきまとわれる（『Web野性時代』配信） - 鼠、幻をみる（2010年9月号・10月号） - 鼠、妖刀の影を断つ（2010年11月号・2011年1月号）                                                                      |
| 4 | 鼠、夜に賭ける   | 2011年09月22日発売、角川書店、ISBN 978-4-04-874259-7 2012年10月25日発売、角川文庫、ISBN 978-4-04-100526-2 | - 鼠、夜道を行く（『小説野性時代』2011年4月号・5月号） - 鼠、夜に賭ける（『デジタル野性時代』3号・4号） - 鼠、弓をひく（『小説野性時代』2011年2月号・3月号） - 鼠、分れ道に立つ（『デジタル野性時代』1号・2号） - 鼠、うたた寝する（『小説野性時代』2011年6月号・7月号） - 鼠、猫に訊く（『デジタル野性時代』5号・6号）                                                      |
| 5 | 鼠、剣を磨く     | 2012年03月23日発売、角川書店、ISBN 978-4-04-110144-5 2012年12月25日発売、角川文庫、ISBN 978-4-04-100624-5 | - 鼠、迷子の手を引く（『デジタル野性時代』2011年7月号・8月号） - 鼠、〈神隠し〉と会う（『デジタル野性時代』2011年9月号・10月号） - 鼠、天狗と坊主と因縁を結ぶ（『小説野性時代』2012年1月号・2月号） - 鼠、剣を磨く（『小説野性時代』2011年8月号・9月号） - 鼠、芸道を覗く（『デジタル野性時代』2012年1月号・2月号） - 鼠、大水に走る（『小説野性時代』2011年10月号・11月号） |
| 6 | 鼠、危地に立つ   | 2013年12月25日発売、角川文庫、ISBN 978-4-04-101143-0                                                      | - 鼠、穴を掘る（『デジタル野性時代』2013年3月号・4月号） - 鼠、待ち伏せする（『デジタル野性時代』2013年7月号・8月号） - 鼠、危地に立つ（『小説野性時代』2013年9月号・10月号） - 鼠、月に吠える（『デジタル野性時代』2013年10月号・11月号） - 鼠、初雪に凍える（『デジタル野性時代』2013年5月号・6月号）                                                                      |
| 7 | 鼠、狸囃子に踊る | 2014年3月25日発売、角川文庫、ISBN 978-4-04-101292-5                                                       | - 鼠、影を踏む（『デジタル野性時代』2013年12月号・2014年1月号） - 鼠、夢に追われる（『小説野性時代』2014年1月号） - 鼠、狸囃子に踊る（『デジタル野性時代』2014年2月号・3月号） - 鼠、狐の恋に会う（『小説野性時代』2014年2月号・3月号 |
| 8 | 鼠、滝に打たれる | 2014年12月29日発売、角川書店、ISBN 978-4-04-102256-6 2016年3月25日発売、角川文庫、ISBN 978-4-04-103896-3  | - 鼠、裏を返す（『小説野性時代』2014年4月号・5月号） - 鼠、高砂やを謡う（『デジタル野性時代』2014年5月号・6月号） - 鼠、滝に打たれる（『小説野性時代』2014年6月号・7月号） - 鼠、怨み節を聴く（『デジタル野性時代』2014年7月号・8月号） - 鼠、密談に探る（『小説野性時代』2014年8月号・9月号） - 鼠、太鼓を打つ（『デジタル野性時代』2014年9月号・10月号）                   |
| 9 | 鼠、地獄を巡る   | 2016年2月29日発売、角川書店、ISBN 978-4-04-103561-0                                                       | - 鼠、地獄を巡る（『小説野性時代』2013年11月号・12月号） - 鼠、腹切り長屋を覗く（『小説野性時代』2014年10月号・11月号） - 鼠、山道に迷う（『小説野性時代』2015年1月号・2月号） - 鼠、今宵は月明り（『文芸カドカワ』2015年1月号・2月号） - 鼠、戸を開ける（『文芸カドカワ』2015年3月号・4月号） - 鼠、闇に数える（『文芸カドカワ』2015年9月号・10月号）                       |

## 登場人物
次郎吉（じろきち）
〈甘酒屋次郎吉〉と呼ばれる遊び人。甘酒を商っているわけではなく、その正体は、巷で〈鼠〉と呼ばれる盗っ人。
盗みに入る際には、反撃する以外には無闇に人を傷つけない。盗みを働く相手も金満な大名や大店で、盗んだ金は私利私欲のためには使わない。
小袖に、「（次郎吉兄さんは）迷惑をかけられるのが趣味」と言われるほど、困っている人を放っておけないいなせな江戸っ子気質。事情を抱えて困窮する人々や、罪をなすりつけられた人々を助けるために、自分の得にはならない仕事をつい引き受けてしまう。盗みで得た金を、博打で稼いだ悪銭だとうそぶいて困っている人々に渡すこともある。
小袖（こそで）
次郎吉の妹。小太刀の道場へ稽古に通っており、その腕前は巷間の侍とは比べものにならないほどで、襲われている市井の人々を助けたり、時には兄の裏の仕事を手伝っている。試合をした者の中には、「女武蔵」と呼ぶ者もいる。
年頃の娘だが色恋には縁遠く、理想の相手は「自分を小太刀で負かす人」。
お国（おくに）
「鼠、幻をみる」より登場。12歳。口減らしで遊郭〈ひな菊〉に奉公に上がり、13歳になったら遊女にさせられるところだったが、ある事件の調査で偶然次郎吉と知り合い、次郎吉の意を汲んだ小袖が身請けし、次郎吉の身の回りの世話をするようになる。
縁日で刃傷沙汰に巻き込まれ、大怪我を負い、長崎で蘭学を学んだ女医・千草に手当てを受け、千草のすすめで住み込みの助手になる。次郎吉の正体に気付いている。
仙田 千草（せんだ ちぐさ）
医師・仙田良安の娘。長崎で蘭学を学んだ女医。界隈でも優秀な医師として有名。次郎吉の正体に薄々感づいているが、あえて追及せずに付き合いを続けている。
米原 広之進（よねはら ひろのしん）
旗本の三男で、小袖と同じ道場に通っている。剣の腕はいまいちで、小袖に助けられることも多い。小袖に好意を寄せるが、彼女からは武家社会の情報源として利用されている。しかし、そんな侍らしくない彼の姿は小袖にとって大きな安らぎとなっている。もともとは、ドラマオリジナルキャラであったが、原作に逆輸入され、原作にも登場。

## テレビドラマ
2014年1月9日から3月20日（ソチオリンピック期間中は、オリンピック中継のため放送休止）までの9回シリーズで「木曜時代劇」（2013年度オリジナル第2弾）として放送された。滝沢秀明がNHK時代劇の主演を務めるのは2008年の『雪之丞変化』以来6年ぶりとなる。
2016年4月14日から6月2日まで『鼠、江戸を疾る2』が毎週木曜20時 - 20時43分に放送された。

### あらすじ
第1シリーズ
側近政治が蔓延った江戸後期、次郎吉と呼ばれる遊び人がいた。彼は困っている人を放ってはおけない性格の持ち主で、厄介事にも果敢に立ち向かう天性の江戸っ子でもあった。そんな彼の正体は盗んだ金品を貧しい者に分け与える鼠小僧と呼ばれる一人の大泥棒。彼は小袖や千草といった仲間と共に江戸の世直しをしていく。

### キャスト

#### 次郎吉兄妹
次郎吉（じろきち）
演 - 滝沢秀明（少年期：玉元風海人）
大名屋敷から盗みだした金品を貧民に分け与える江戸の大泥棒「鼠小僧」の正体。表向きは江戸の長屋に住む甘酒屋。ただし彼が甘酒を売っている所を見たものは誰もおらず、実質的には遊び人である。しかしながら彼の義に熱い性格も相まってか、江戸の町民たちからは慕われている。また家では小袖の尻に敷かれ気味で、料理などの家事を積極的に行っている。このように基本的には温厚な男であるが、妹である小袖のピンチには感情を剥き出しにする。
鼠小僧が世間から義賊と崇められても自身はただの盗人、罪人であると考えている。しかし「外道であっても敵の命を殺める下司にはなってはいけない」という信念を持ち、それを貫き続けている。そのため、小袖が親の敵である又一郎を殺めようとした際は声を荒らげて止めた。
小袖（こそで）
演 - 1作目：忽那汐里（少女期：寒河江風香） /  2作目：青山美郷 
次郎吉の年の離れた義理の妹で、剣道場に通う小太刀の達人。細かいことを気にせずに突き進んでいく性格のため、次郎吉や広之進からはいつも心配されている。鼠小僧である兄の生き様を尊敬しており、彼を手助けすることも多い。その信念は確固たるもので、「鼠がお上に討たれるくらいなら、私が鼠を討つ」とまで豪語している。
母は松林壱岐守が最も愛した側室だったが、名役者であった父と駆け落ちした。それから1年後に母は小袖を産むが、直後に病で亡くなる。独り身になった父は再び舞台が恋しくなり、自身が在籍していた江戸の一座で木戸番をしていた次郎吉の両親に小袖を預け、松林家の監視下にない上方の舞台に立つことに。駆け落ちから6年後、父はほとぼりが冷めたと思い江戸の一座に舞い戻る。しかし松林家はその噂を聞きつけて、落胤である小袖を始末するため夜討ちをかけ、次郎吉と小袖と権一親子以外の人物を皆殺しにした。小袖はこの過去のせいで、武家に対して無意識に憎悪を感じ続けている。

#### 千草の診療所
仙田 千草（せんだ ちぐさ）
演 - 片瀬那奈
良安先生と親しまれていた江戸の名医師の娘。長崎で最新の蘭学を学んだ女医で、事件被害者の治療を行う。次郎吉に対しては彼が鼠小僧であることを知っているかのような助言をする。
お豊（おとよ）（1作目）
演 - 萩原みのり
次郎吉と同じ長屋に住む少女。父親である達造が作った借金のせいで吉原に売られそうになったが、鼠小僧が分け与えた金のおかげで帰って来られた。その後は、自身を守るために亡くなった平三の生き様を見て誰かの役に立ちたいと思い、千草の下で医学を学んでいる。
お国（おくに）（2作目）
演 - 島野結雨
千草の下で医師見習いをしている少女。

#### 南町奉行所
早崎 市兵衛（はやざき いちべえ）
演 - 渡部秀
南町奉行所の定廻り同心。徳五郎や定吉の上司に当たる。彼らに対して高圧的な態度を取る。
徳五郎（とくごろう）
演 - 髙嶋政宏
鼠小僧逮捕に執念を燃やす岡っ引き。気が短く怒りやすい男だが人情に厚いため、「徳五郎親分」と江戸の町人からは親しみを込め呼ばれている。宿敵ながら鼠小僧の義賊的な行動には一定の理解を示しているようで、彼が殺人の容疑者となった際には激しく取り乱した。また、かつて町のごろつきだった自身を岡っ引きにしてくれた早崎市兵衛の父に深く感謝しており、そのため市兵衛の不条理な罵倒に対して文句一つも言わない。
（1作目）最終話では、次郎吉が道端に置いていった松林家の千両箱を、証しの書状が入っているとは知らずに出羽守へ献上することとなった。
定吉（さだきち）（1作目）
演 - マギー
徳五郎の部下の下っ引き。いつも彼と行動を共にする良き相棒的存在。ただし一言余計なのが玉に瑕である。
浅吉（あさきち）（2作目）
演 - 池田鉄洋
徳五郎の部下の下っ引き。

#### その他
米原 広之進（よねはら ひろのしん）
演 - 京本大我
旗本の三男で、小袖と同じ道場に通っている。剣の腕はいまいちで、小袖に助けられることも多い。小袖に好意を寄せるが、彼女からは武家社会の情報源として利用されている。しかし、そんな侍らしくない彼の姿は小袖にとって大きな安らぎとなっている。
お染（おそめ）
演 - 濱田マリ
江戸の町人の溜まり場になっている蕎麦屋の女将。身分が上の客に対しても思ったことを言う性格。次郎吉に対しては好意を寄せている。
与平（よへい）
演 - 坪倉由幸
蕎麦屋の常連で、浅蜊売り。同じ長屋に住んでいる太助や喜作と常に行動を共にする。
太助（たすけ）
演 - 杉山裕之
蕎麦屋の常連で、納豆売り。同じ長屋に住んでいる与平や喜作と常に行動を共にする。
喜作（きさく）
演 - 谷田部俊
蕎麦屋の常連で、菜売り。同じ長屋に住んでいる与平や太助と常に行動を共にする。

#### ゲスト
複数話登場の場合は括弧（）内に表記。

##### 第1シリーズ
第1回
宗庵（そうあん）
演 - 西岡徳馬
江戸の茶人。若君の心のより所となることで、彼を操っていた。
若君（わかぎみ）
演 - 長谷川純
新田藩に伝わる茶器を割った罪悪感を忘れるため辻斬りを繰り返す。
田上 三郎（たがみ さぶろう）
演 - 望月章男
若君の身代わりに、弥兵衛を斬った罪を被ろうとした新田藩の若侍。美雪と共に自害しようとしたが、鼠小僧に止められる。
美雪（みゆき）
演 - かでなれおん
新田藩の女中。田上と共に自害しようとしたが、鼠小僧に止められる。
弥兵衛（やへえ）
演 - 中村育二
間物問屋「鐘八」の主人。茶器が割れた責任を負わされて若君に斬殺される。しかしその直前、次郎吉たちに割れた茶器の欠片を渡し、事件の行く末を委ねた。
すが
演 - 小島藤子
弥兵衛の娘。宗庵の策略により自身が茶器を割ったと思い込む。
達造（たつぞう）
演 - 酒向芳
お豊の父。賭場通いで借金を作る。改心しようと決意した矢先、若君に斬殺されてしまう。
お稲（おいな）
演 - 千葉雅子（第2回）
お豊の病弱な母。

第2回
田之上 忠義（たのうえ ただよし）
演 - 森次晃嗣
松沼藩の家老。側室が生んだ子が殿の子ではないことを証明するため、仙八郎と側室が交わした文を探す。
田之上 誠四郎（たのうえ せいしろう）
演 - 木村彰吾
忠義の息子。町民に成り済まし仙八郎を斬り殺した。しかし目的の文を見つけられず、証拠隠蔽のため自害する。
三河 仙八郎（みかわ せんはちろう）
演 - 河野安郎
琴音の夫。不倫相手であった松沼藩の側室を孕ませる。
琴音（ことね）
演 - 釈由美子
仙八郎の妻。一族の恥を世間に知られたくない一心で文を探す。
平三（へいぞう）
演 - 岡山天音
お豊に好意を寄せる駕篭かき。彼女の居場所を黙秘したため、琴音に斬られる。

第3回
佐平（さへい）
演 - 木下ほうか
盗賊の親分。伝吉を仲間に引き入れるため、おしまを彼に近付けた。
おしま
演 - 横山めぐみ
次郎吉が贔屓にしている小料理屋の女将。佐平の内縁の妻だったが、口封じのため彼に殺されてしまう。
伝吉（でんきち）
演 - やべきょうすけ
江戸の町で5本の指に入る鍵職人。お常の夫だが、おしまを思うあまり佐平の部下となる。
お常（おつね）
演 - 星野真里
世話焼きな伝吉の妻。住んでいた家が火事になったため、次郎吉の長屋で彼女たち親子を預かることとなる。
お咲（おさき）
演 - 豊嶋花
お常の一人娘。

第4回
佐沼 長時（さぬま ながとき）
演 - 石丸謙二郎
鴻山藩主。気に入った若い女性を側室にすることで有名。
鳴海屋 宗吉（なるみや そうきち）
演 - 春海四方
鳴海屋の主人で、お園とお松の実父。
お園（おその）
演 - 佐津川愛美
鳴海屋の娘。柳井家に嫁ぐことを思い悩み、夢遊病となった。お松が妹だと知っており、時間を作っては、お松と会っていた。
お松（おまつ）
演 - 石橋杏奈
長時の側室。鳴海屋の娘だったが、家計の事情で里子に出された。
文助（ふみすけ）
演 - 河合郁人
お園に恋心を抱く鳴海屋の手代。少々気が弱い。
政五郎（まさごろう）
演 - 本城丸裕
堺町に住む大工の棟梁。お松の義理の父。
柳井 広白（やない こうはく）
演 - 諏訪太朗
金貸し。てごめにしようとしたお園に反撃され、短刀で殺されてしまう。

第5回
豊後屋 勘助（ぶんごや かんすけ）
演 - 小倉一郎
豊後屋の主人。裏金に手を染めている。
千代（ちよ）
演 - 二木てるみ
勘助の怒りっぽい妻。お峰の妊娠に動揺している。
お峰（おみね）
演 - 岡本玲
豊後屋の世間知らずな娘。久助と逢瀬を繰り返していた。
お里（おさと）
演 - 大政絢
豊後屋の女中として、お峰の世話をしている。その正体は江戸の大店ばかりを狙う大泥棒「怪盗猫」。しかし真の目的は金銭ではなく、川村重盛と商人との間で取り交わされた闇証文を探し出し、かつての主君の正義を証明することである。やがて豊後屋がその商人だと知るが、お峰のことを裏切ることができず、その事実を胸にしまいこむ。そして次郎吉の助言通り、自分の人生を大切にすることを胸に誓い江戸から旅立った。
お兼（おかね）
演 ‐ 千咲としえ
久助（きゅうすけ）
演 - 山中聡
盗賊の中心核。お峰の口利きで、手代として豊後屋に潜り込む。
文吉（ぶんきち）
演 - 永山たかし
久助の仲間。口が軽いため、彼に殺害された。
甚八（じんぱち）
演 - 坂田雅彦
久助の仲間。捕まった彼を見捨て逃げようとした所を、小袖によって成敗される。
川村 重盛（かわむら しげもり）
演 - 大森博史
豊後屋と裏金の取引をしていた家老。
ご主人様（ごしゅじんさま）
演 - 水上剣星
奉公人だったお里に剣術を教えた若侍。正義感が強く家老の不正を追及したが、そのせいで切腹することとなる。

第6回
見島屋 久左衛門（みしまや きゅうざえもん）
演 - 中西良太
大奥と取引のある小間物問屋「見島屋」の主人。
紫の方（むらさきのかた）
演 - 村川絵梨
久左衛門の娘。数年前、愛する清吉の仇討を手助けするために、奥女中としてご奉公することを決意する。現在は将軍の子を懐妊しているため、お小夜の方に命を狙われる。
清吉（せいきち）
演 - 渡辺大（少年期：平松來馬）
見島屋の番頭。妹の仇討のため、谷市之助に近づこうとする。また自身のために大奥へと上がった紫の方を護衛するため、小袖を奥女中にスカウトした。次郎吉の助けもあり仇打ちには成功したが、愛する紫の方と一生離れ離れになってまでするべき仇討だったのか苦悩する。
茂岡 壱岐守（しげおか いきのかみ）
演 - 志垣太郎
将軍の側近。お小夜の方の命に従い、紫の方を討とうとする。
谷 市之助（たに いちのすけ）
演 - 堀部圭亮
茂岡壱岐守の側近。数十年前、大名行列を横切ろうとした清吉の妹を斬り捨てた。
お小夜の方（おさよのかた）
演 - 野村瑠里
将軍の側室。自身が姫しか産めなかったため、若い側室が懐妊する度に命を狙う。
千歳（ちとせ）
演 - 岩橋道子
紫の方に仕える奥女中。
西原 左門（にしはら さもん）
演 - 梨本謙次郎
清吉に剣術を教えていた浪人。
岸谷（きしたに）
演 - 志村東吾
西原左門と知り合いの浪人。茂岡壱岐守に雇われ、紫の方を討つ計画に参加した。
おいと
演 - 井上華月
清吉の妹。谷市之助によって命を絶たれる。

第7回
川上藩主（かわかみはんしゅ）
演 - 前野朋哉
父の代からの家臣を信用できず思い悩む藩主。ただし矢崎だけは絶対的に信頼している。
福井 供次（ふくい ともじ）
演 - 森田順平
川上藩家老。米問屋「和泉屋」から裏金を受け取っていた。
小塚 孫八郎（こづか まごはちろう）
演 - 遠山俊也
川上藩の勘定方で、福井の側近。
国安（くにやす）
演 - 本田大輔
川上藩士で、小塚の側近。矢崎を始末しようと付け狙う。また自身の周囲を嗅ぎまわる小袖と剣を交えた際には、一瞬の隙を突き彼女に怪我を負わせた。
川上藩士（かわかみはんし）
演 - Velo武田
国安の側近。
矢崎 伝之助（やざき でんのすけ）
演 - 岡田義徳
川上藩内では堅物として知られる藩士。福井たちの不正を暴こうとするが、そのために国安たちから命を狙われる。
菊乃（きくの）
演 - 富永沙織
矢崎の妻。彼と人生を共にする覚悟がある。
重吉（じゅうきち）
演 - 佐藤誓
矢崎家の下男。国安の命に従い、矢崎を人気（ひとけ）のない寺に誘き出そうとしたが、鼠小僧の介入で失敗し、後に国安によって斬殺される。
みつ
演 - サカモトワカコ
矢崎家の女中。訛りが強い。矢崎家を心から敬愛している。

第8回
水島 出羽守（みずしま でわのかみ）
演 - 大和田伸也（最終回）
骨董品の茶碗に目がない幕府老中。隠密を使い浜崎藩の抜け荷を暴く。しかし証しの書状がないため同じ老中である松林壱岐守までは手出しできなかった。そのため松林家からは命を狙われるが、次郎吉と小袖の活躍で助かった。その後、徳五郎を介して証しの書状を手に入れた。
松林 壱岐守（まつばやし いきのかみ）
演 - 谷本一（最終回）
浜崎藩主で老中。朝鮮国との抜け荷を指示していた黒幕だが、部下たちにその責任を取らせ自身は白を切る。しかし証しの書状が表に出たことを知り、自害した。
谷本 亘兵衛（たにもと わたべえ）
演 - 今井雅之（最終回）
浜崎藩江戸家老。又一郎に書状の隠し場所を知っている鉢助の始末を命じた。また権一を人質にし、お糸と弓八に出羽守の暗殺を命じた。しかし次郎吉と小袖の活躍で失敗し、証しの書状が表に出たことを知った時には「もう浜崎藩はおしまいだ」と泣き崩れた。
山崎 又一郎（やまさき またいちろう）
演 - 小須田康人（最終回）
谷本の側近の浜崎藩士であり、彼の命令で鉢助の命を狙う。実はかつて次郎吉の両親や小袖の父を殺害した男で、左目元に大きな痣があるのが特徴。
次郎吉の父（じろきちのちち）
演 - マコト（最終回）
江戸の芝居小屋で木戸番をしていた次郎吉の父親。小袖とは義理の親子であるが、本当の娘のように彼女をかわいがった。後に又一郎たちの夜襲に巻き込まれて妻と共に殺されてしまう。
権一（ごんいち）
演 - 羽場裕一（最終回）
見世物小屋の座長。かつては次郎吉の両親と共に芝居小屋で働いていた。松林家に人質に取られてしまうが、暗殺計画実行の前に次郎吉に助け出された。一連の事件が終わった後は、お糸と弓八を連れて江戸を出た。
お糸（おいと）
演 - 宮﨑香蓮（最終回）
見世物小屋で働く権一の娘で、手裏剣の達人。弓八とは夫婦になる約束をしている。暗殺計画が失敗した時には、次郎吉と小袖を手裏剣で援護した。
弓八（ゆみはち）
演 - 松田悟志（最終回）
見世物小屋で働く弓矢の達人。松林家にその腕を認められ出羽守を射抜く命を受けてしまう。しかし次郎吉と小袖の活躍で暗殺計画は失敗し、お糸や花博堂主人の妻子と共に脱出した。
鉢助（はちすけ）
演 - 波岡一喜
遊び人。お浅に付きまとっていたので、与平達にお浅を殺した犯人と間違われて自身番に突き出され、そのまま島流しになったが、赦免され江戸に舞い戻ってきた。その直前に島で出会った浜崎藩松林家の下級武士から、抜け荷の書状の隠し場所を教えてもらったため、又一郎から命を狙われる事となる。過去の経験から人間不信に陥り自暴自棄になっていたが、お豊の熱心な看病に感銘を受け、前を向いて生きていこうと誓った。
仁吉（にきち）
演 - 村杉蝉之介
与平達と同じ長屋に住む肴売り。お浅という娘がいたが、何者かに殺されてしまった。その犯人として無実の鉢助を島流しにさせてしまったことを謝罪するため、彼が住んでいた長屋で彼を待っていたのだが、又一郎に鉢助と間違われ殺されてしまう。

最終回
小袖の父（こそでのちち）
演 - 藤間蘭黄
舞踊に長けた名役者。松林家の側室と駆け落ちし、小袖を儲けた。後に又一郎たちの夜襲に巻き込まれて殺されてしまう。
花博堂主人（かはくどうしゅじん）
演 - 真実一路
水島出羽守が贔屓にしている骨董屋の主人。又一郎に妻と娘を人質に取られ、出羽守の暗殺計画に参加することとなる。計画が失敗したと分かると、すぐさま出羽守に逃げるよう促した。

##### 第2シリーズ
第1回「鼠の子守唄」
- 十三郎（賭場の元締め） - 六平直政
- お菊（すずの母） - 柊瑠美
- お佳代（与平の女房） - 西慶子
- 千八（十三郎の手下） - 赤星昇一郎
- 平四郎（十三郎の手下） - 吉野容臣
- 平蔵 ‐ 河原健二
- 恒吉梨絵
- 沖原一生
- 李千鶴
- 大月秀幸
- 戸部達樹
- 小林大介

第2回「闇の中の光」
- 希音（飛脚屋「風来屋」の一人娘） ‐ 山本舞香
- おはつ（希音の付き人） ‐ 寺島咲
- 重吉 ‐ 山崎裕太
- 弥之助（希音の父） ‐ 佐藤貢三
- 宗助（飛脚屋「風来屋」の飛脚） ‐ 髙木雄也

第3回「馬鹿と毒薬」
- 松助（質屋「福屋」の若旦那） ‐ えなりかずき
- おちか（花魁） ‐ 中西美帆
- 権八（質屋「福屋」の番頭） ‐ 緋田康人
- 久兵衛（高利貸し） ‐ 長谷川初範
- 竹蔵（松助の父） ‐ 下條アトム

第4回「小鼠の涙」
- 新吉 ‐ 若山耀人
- 三郎 ‐ 仁科貴
- お政（新吉の祖母） ‐ 峯村リエ

第5回「妖刀とにせ鼠」
- 浩次（遊び人） ‐ 佐藤アツヒロ
- 牧野総之介（直参旗本） ‐ 柏原収史
- お里久（総之介の女房） ‐ 菜葉菜
- 山崎潤
- 阿部朋子
- 浜谷健司
- 清吉（呉服屋の若旦那） ‐ 平埜生成
- おイネ（呉服屋の女中） ‐ 朝倉ふゆな
- 庄吉（浩次の知人） ‐ 松嶋亮太
- 国友 ‐ 石橋蓮司

第6回「小判の秘密」
- 川村一郎太（花巻藩浪人） ‐ 石田卓也
- お良（一郎太の女房） ‐ 北浦愛
- 稲山甚八 ‐ 斉藤慶太
- 米倉忠時（花巻藩 江戸家老） ‐ 半海一晃

第7回「偽りの孔雀」
- 北川光雨（絵師） ‐ 淵上泰史
- 朝岡雪友（松平の御用絵師） ‐ 相島一之
- 朝岡秋友（雪友の弟子） ‐ 林翔太
- 見栄晴
- 光雨の父 ‐ 佐野元哉
- 松平重幸（三杉藩 藩主） ‐ 浜田晃

最終回「狙われた若君」
- 六平（おさとの亭主） ‐ 松尾諭
- おさと（六平の女房） ‐ 森南波
- 銀太（長屋の住人） ‐ 堀場鉄平
- 五刀剛
- 角田（長倉藩 家臣） ‐ 松本実
- 栗林（長倉藩 家臣） ‐ 本宮泰風
- おみつ（長倉藩 奥女中） ‐ MEGUMI
- 大月（長倉藩 家老） ‐ 橋本じゅん

### スタッフ
- 脚本 - 大森寿美男、川﨑いづみ、佐藤友治、瀬古真史
- 音楽 - 川井憲次
- 演奏 - コンセール・レニエ
- 主題歌 - 近藤真彦「千年恋慕」[7]
- 語り - マギー
- 時代考証 - 大石学
- 時代言語考証 - 大石こずえ
- 所作指導 - 藤間蘭黄
- 医事考証 - 酒井シヅ
- アクション指導 - 高橋伸稔、諸鍛冶裕太（第2シリーズ）
- 演出 - 黛りんたろう、川村泰祐、山下智彦
- 製作統括 - 鈴木光、落合将、原林麻奈
- プロデューサー - 野村敏哉
- 製作 - NHKエンタープライズ
- 製作著作 - NHK、光和インターナショナル

### 放送日程
| シリーズ    | 話数                                                     | 放送日        | サブタイトル       | 原作               | 脚本       | 演出         |
| ----------- | -------------------------------------------------------- | ------------- | ------------------ | ------------------ | ---------- | ------------ |
| 第1シリーズ | 第1回                                                    | 2014年1月09日 | 鼠小僧、参上       | 鼠、騒ぐ           | 大森寿美男 | 黛りんたろう |
| 第1シリーズ | 第2回                                                    | 2014年1月16日 | 盗まれた恋文       | 鼠、夜道を行く     | 大森寿美男 | 黛りんたろう |
| 第1シリーズ | 第3回                                                    | 2014年1月23日 | 付け火にご用心     | 鼠、火の粉をかぶる | 川﨑いづみ | 川村秦祐     |
| 第1シリーズ | 第4回                                                    | 2014年1月30日 | 姉妹の願い         | 鼠、夜にさまよう   | 大森寿美男 | 川村秦祐     |
| 第1シリーズ | 第5回                                                    | 2014年2月06日 | 怪盗〈猫〉あらわる | 鼠、猫に追われる   | 川﨑いづみ | 川村秦祐     |
| 第1シリーズ | 第6回                                                    | 2014年2月27日 | あだ討ちの代償     | 鼠、傘をさす       | 大森寿美男 | 山下智彦     |
| 第1シリーズ | 第7回                                                    | 2014年3月06日 | 容疑者・鼠の逆襲   | 鼠、分れ道に立つ   | 川﨑いづみ | 山下智彦     |
| 第1シリーズ | 第8回                                                    | 2014年3月13日 | 宿命の兄妹（前編） | 鼠、弓をひく       | 大森寿美男 | 黛りんたろう |
| 第1シリーズ | 最終回                                                   | 2014年3月20日 | 宿命の兄妹（後編） | 鼠、弓をひく       | 大森寿美男 | 黛りんたろう |
| 第1シリーズ | 平均視聴率7.3%（視聴率は関東地区・ビデオリサーチ社調べ） |               |                    |                    |            |              |
| 第2シリーズ | 第1回                                                    | 2016年4月14日 | 鼠の子守唄         |                    | 佐藤友治   | 黛りんたろう |
| 第2シリーズ | 第2回                                                    | 2016年4月21日 | 闇の中の光         | 鼠、狸囃子に踊る   | 川﨑いづみ | 吉村昌晃     |
| 第2シリーズ | 第3回                                                    | 2016年4月28日 | 馬鹿と毒薬         | 鼠、戸を開ける     | 大森寿美男 | 黛りんたろう |
| 第2シリーズ | 第4回                                                    | 2016年5月05日 | 小鼠の涙           |                    | 川﨑いづみ | 川村泰祐     |
| 第2シリーズ | 第5回                                                    | 2016年5月12日 | 妖刀とにせ鼠       |                    | 瀬古真史   | 中西健二     |
| 第2シリーズ | 第6回                                                    | 2016年5月19日 | 小判の秘密         |                    | 瀬古真史   | 川村泰祐     |
| 第2シリーズ | 第7回                                                    | 2016年5月26日 | 偽りの孔雀         |                    | 佐藤友治   | 黛りんたろう |
| 第2シリーズ | 最終回                                                   | 2016年6月02日 | 狙われた若君       |                    | 佐藤友治   | 中西健二     |

### 関連商品
サウンドトラック
- NHK木曜時代劇「鼠、江戸を疾る」オリジナル・サウンドトラック（2014年2月19日発売）Suzak Musik、品番：NGCS-1036